# Parepalpus auroanalis
Parepalpus auroanalis là một loài ruồi trong họ Tachinidae.